# Nguyễn Văn Châu
Nguyễn Văn Châu (* 24. August 1940 in Thành phố Hồ Chí Minh) ist ein ehemaliger südvietnamesischer Radrennfahrer.

## Sportliche Laufbahn
Nguyễn Văn Châu war im Bahnradsport aktiv. Er war Teilnehmer der Olympischen Sommerspiele 1964 in Tokio. Im Sprint unterlag er im Vorlauf gegen Pierre Trentin, im Hoffnungslauf gegen Zbysław Zając.